# 기쓰키정
기쓰키정(杵築町)은 오이타현 하야미군에 있던 정이다. 현재의 기쓰키시에 해당한다.

## 역사
- 1889년 4월 1일 - 정촌제 시행에 의해 하야미군 기쓰키정이 성립하였다.
- 1933년 4월 1일 - 오우치촌과 합병해 새로운 기쓰키정이 되었다.
- 1936년 1월 1일 - 히가시촌을 편입하였다.
- 1955년 4월 1일 - 야사카촌, 기타키쓰키촌, 히가시쿠니사키군 나카리에촌과 합병해 기쓰키시가 신설되어, 동일 기쓰키정은 폐지되었다.

## 참고문헌
- 角川日本地名大辞典 44 大分県
- 『市町村名変遷辞典』東京堂出版、1990年。